# Wielowypust ewolwentowy

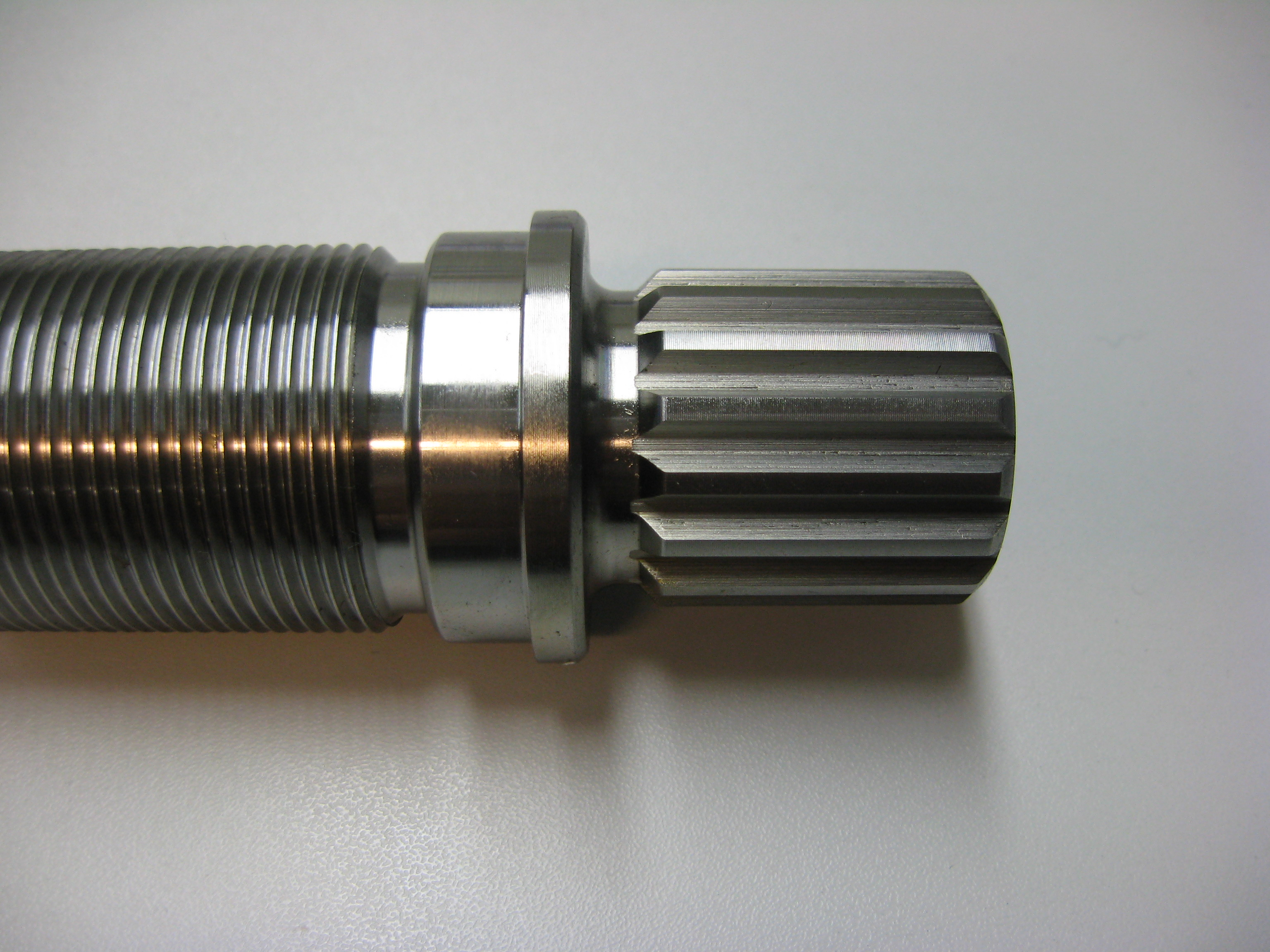
Wielowypust ewolwentowy zewnętrzny

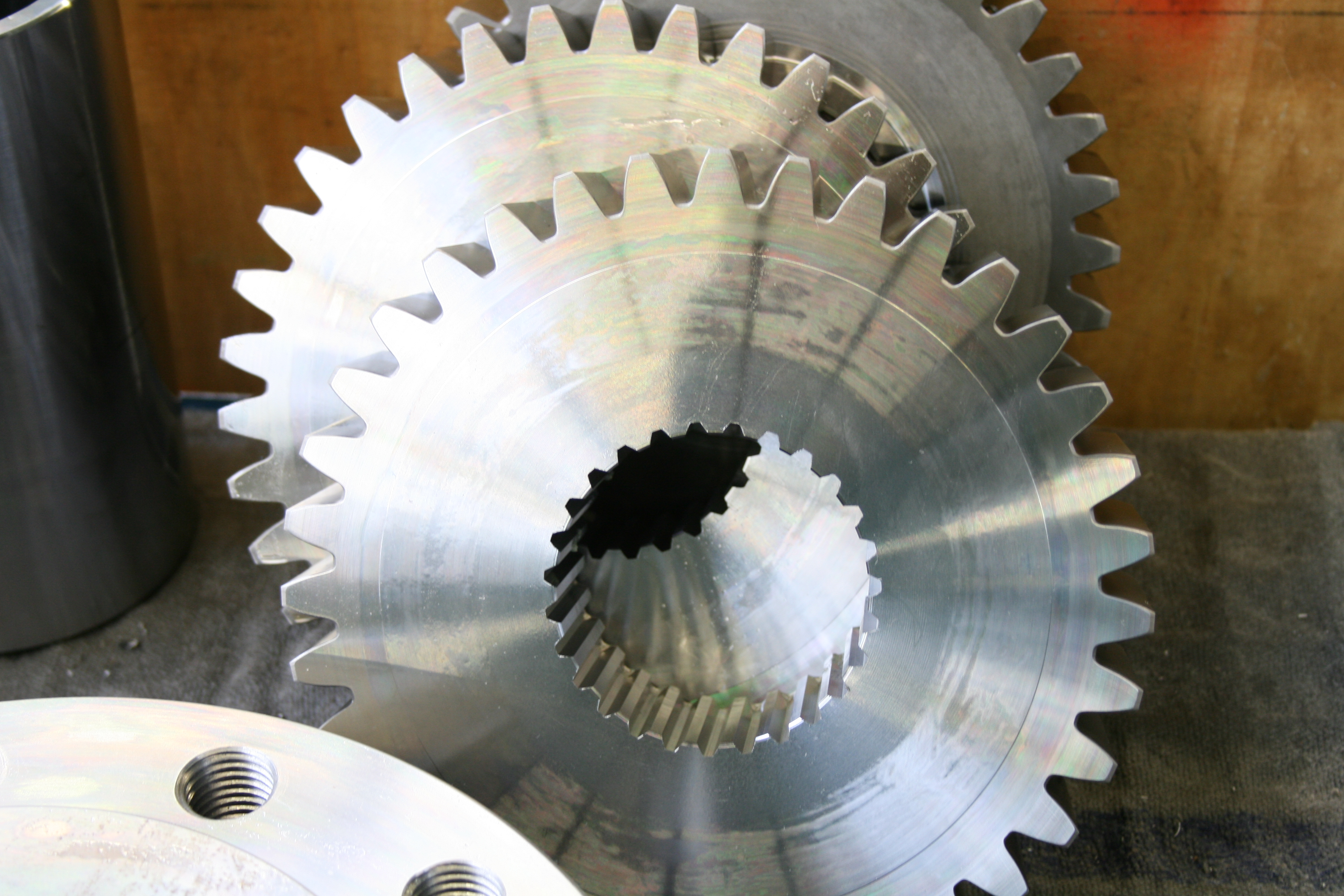
Wielowypust ewolwentowy wewnętrzny

Rodzaj połączenia części maszyn, stały–wciskowy– lub przesuwny. Wielowypusty ewolwentowe są najczęściej stosowane w połączeniach części maszyn i urządzeń. Konstrukcyjnie bardzo podobne do uzębień ewolwentowych w kołach zębatych. Wielowypusty ewolwentowe posiadają najczęściej kąty zarysu /przyporu/ 30, a w wyjątkowych przypadkach 20, 37,5 lub 45 stopni.
Wielowypusty ewolwentowe mogą przenosić dużo większe obciążenia niż wielowypust prostokątny równoległy, ze względu na niższy współczynnik koncentracji miejscowych naprężeń powierzchniowych. Mogą być wytwarzane standardowymi technikami wytwarzania kół zębatych i posiadają zdolność do samocentrowania pod obciążeniem.
Połączenie wielowypustowe ewolwentowe zapewnia bardzo bezpieczne przenoszenie momentu obrotowego, minimalne luzy, dobre centrowanie między sprzęganymi elementami, niski poziom hałasu, wysoką trwałość i niewielkie siły osiowe.
Istnieją dwie odmiany połączeń wielowypustowych ewolwentowych, które związane są ściśle z rodzajem osiowania:
- osiowane na bokach zębów–(oznaczenie S) według normy PN–ISO 4156+A1:1999
- osiowane na średnicy zewnętrznej–(oznaczenie D)[2]

## Metody produkcji

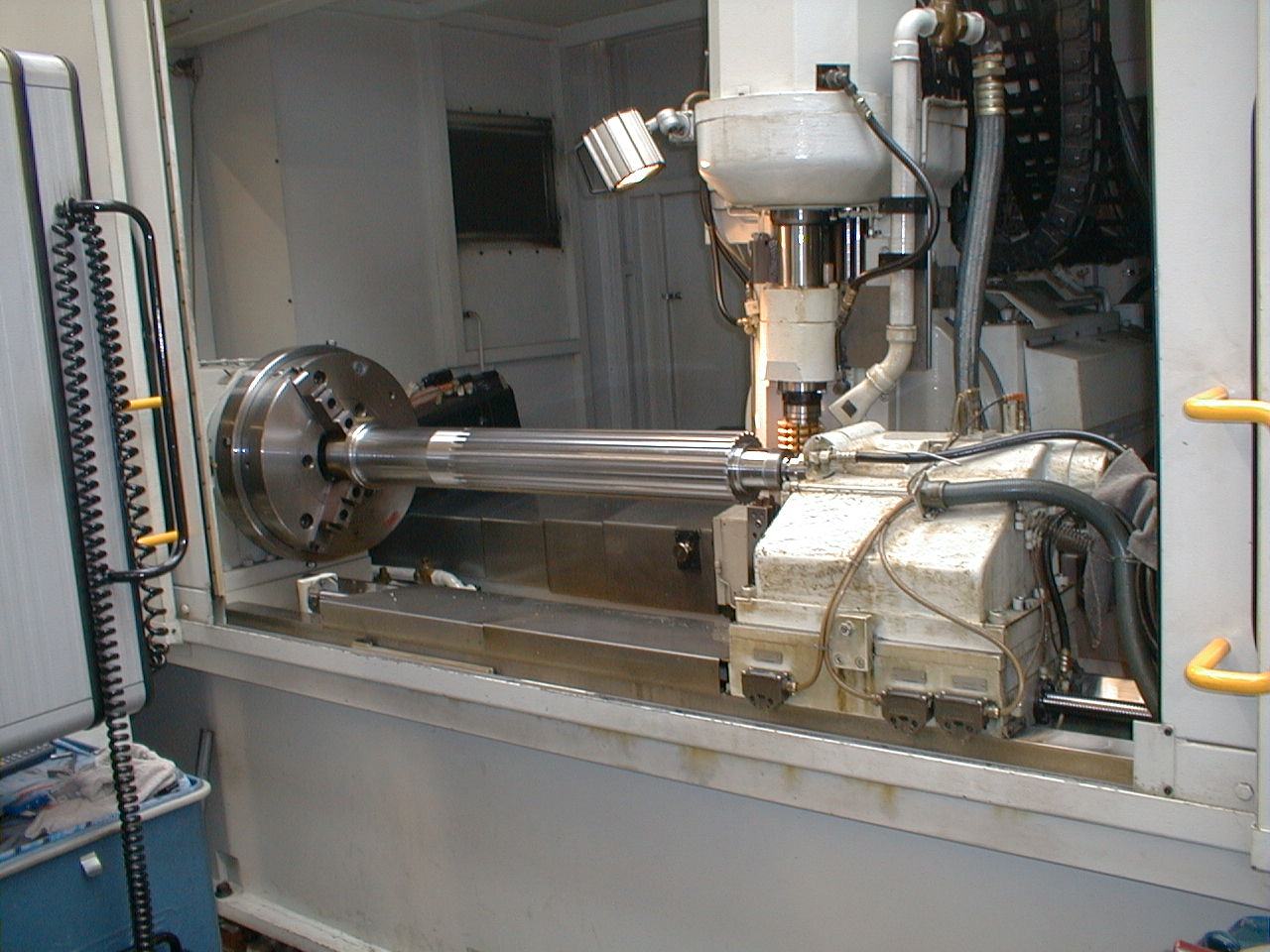
Frezowanie obwiedniowe wielowypustu

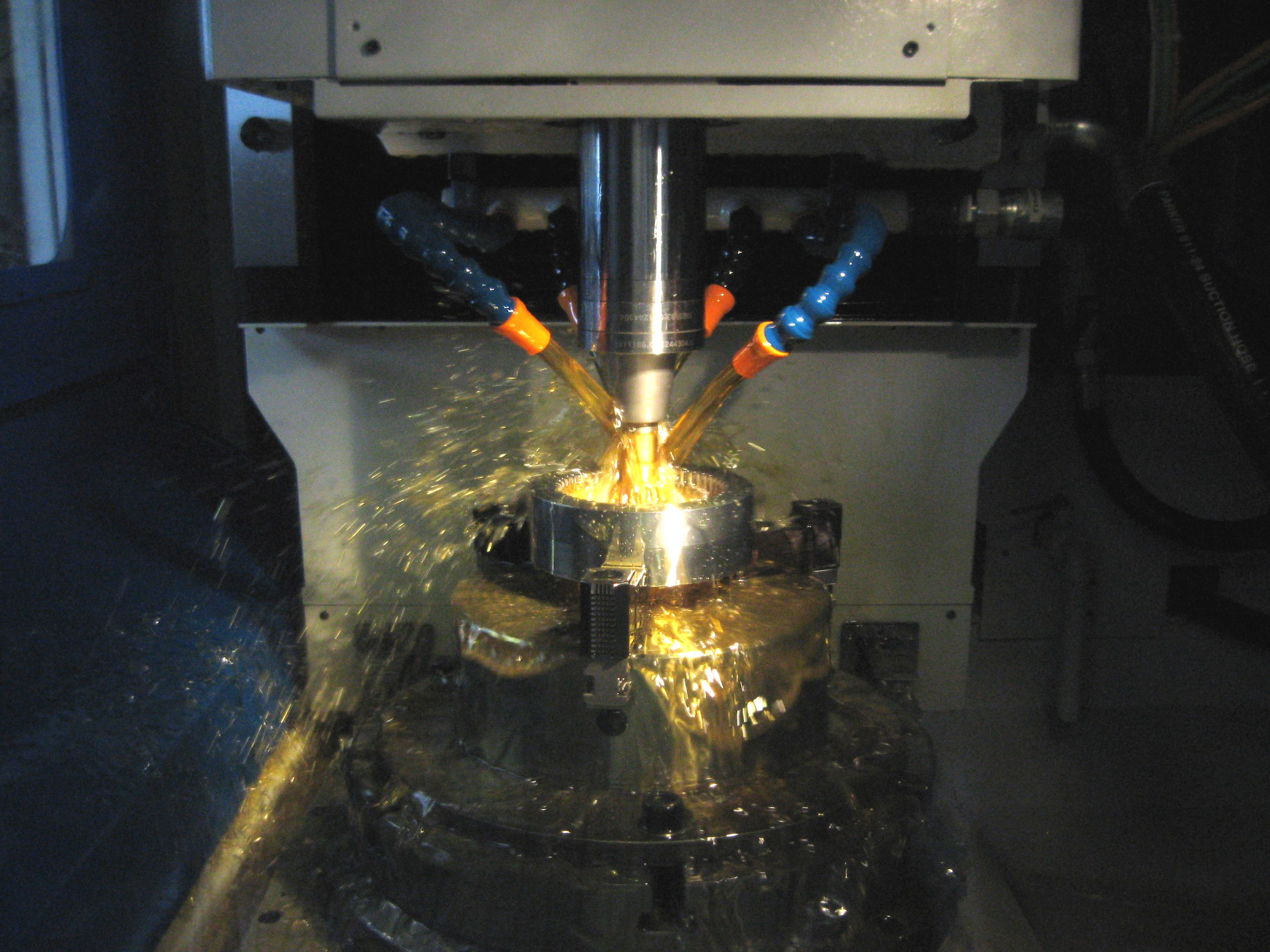
Dłutowanie wielowypustu metodą Fellowsa

Wielowypusty ewolwentowe mogą zostać wykonane kilkoma metodami. Podstawowe typy obróbki możemy podzielić na dwie metody:
- metoda formowania na zimno–walcowania,
- metoda obróbki skrawaniem–frezowanie, szlifowanie, dłutowanie lub przeciąganie.

Wielowypusty wykonywane metodą walcowania są trwałe i wykorzystywane w połączeniach, które wymagają dużej wytrzymałości, dokładności i gładkiego wykończenia. Minus tej metody produkcji to brak uniwersalności, konieczność posiadania specjalnych drogich maszyn oraz odpowiedniego oprzyrządowania i narzędzi.
Wielowypusty wykonane metodą obróbki skrawaniem, są najczęściej stosowane, ale również trwałe, wytrzymale i dokładne.
Wielowypusty zewnętrzne mogą być wykonane przez: frezowanie kształtowe, frezowanie obwiedniowe frezem ślimakowym, walcowanie metodą kształtową, szlifowanie wykańczające.
Wielowypusty wewnętrzne, najczęściej ze względu na stosunkowo małe wymiary, nie mogą zostać wykonane frezowaniem kształtowym, lecz zazwyczaj są wykonywane metodą przeciągania, przy otworach przelotowych, lub dłutowane obwiedniowo przy otworach stopniowanych, lub tzw. ślepych, na dłutownicach Fellowsa.

## Obliczenia
Obliczenia wytrzymałościowe połączenia wielowypustowego wymagają obliczenia dopuszczalnego nacisku powierzchniowego w połączeniu {\displaystyle k_{n}{:}}
{\displaystyle k_{n}={\frac {F_{o}}{z\cdot s\cdot l}},}
gdzie:
{\displaystyle F_{o}} – siła obwodowa działająca na połączenie.
{\displaystyle z} – liczba wypustów.
{\displaystyle s} – czynna wysokość pojedynczego wypustu.
{\displaystyle l} – czynna długość połączenia wielowypustowego.
{\displaystyle k_{n}} – dopuszczalny nacisk powierzchniowy.
(Wzór jest wzorem wielkościowym i nie wymaga podawania w jakich jednostkach należy podstawiać wartości liczbowe. Do wzoru należy podstawić wartości liczbowe wraz z jednostkami, a następnie dokonać odpowiednich przeliczeń).